# Finn Urdal
Finn Urdal (født 17. februar 1947 i Horten, Vestfold) er en tidligere norsk håndboldspiller som deltog under Sommer-OL 1972.
Han repræsenterede Fredensborg/Ski HK. I 1972 var han en del af Norges håndboldlandshold som kom på en 9.- plads i den olympiske turnering. Han spillede i tre kampe og scorede tre mål.